# Reichsleiter
Reichsleiter ("Líder Nacional"), foi o segundo mais alto cargo político do NSDAP, vinculado diretamente ao gabinete do Führer. Reichsleiter também serviu como uma gradução paramilitar para o Partido Nazista e era a mais alta posição alcançável em qualquer organização nazista.
Os Reichsleiters reportavam-se diretamente a Adolf Hitler, sob cujas ordens deveriam cumprir tarefas nas áreas designadas para eles. Os Reichsleiters formavam parte do Reichsleitung do NSDAP, o qual tinha assento na assim denominada "Casa Marrom" em Munique.

## Lista de Reichsleiters
Esta é a lista dos Reichsleiters do NSDAP, conforme o "Anuário Nacional-Socialista":
- Max Amann, Reichsleiter para a Imprensa.
- Martin Bormann, Chefe da Chancelaria do Partido.
- Philipp Bouhler, Chefe da Chancelaria do Führer.
- Richard Walther Darré, Reichsminister
- Otto Dietrich, Chefe de Imprensa do NSDAP.
- Franz Ritter von Epp, Chefe dos Kolonialpolitischen Amtes.
- Karl Fiehler, Chefe do escritório central para Política Municipal.
- Hans Frank, Reichminister
- Dr. Wilhelm Frick, Líder da "facção" nacional-socialista no Reichstag.
- Dr. Paul Joseph Goebbels, Líder da Propaganda do Reich.
- Konstantin Hierl, Líder do Trabalho do Reich.
- Heinrich Himmler, Reichsführer, Líder Imperial da SS, Chefe da polícia germânica, Serviço Secreto e Gestapo
- Dr. Robert Ley, Líder de Organização do Reich.
- Viktor Lutze, Chefe de Equipe da SA.
- Alfred Rosenberg, Representante do Führer
- Baldur von Schirach, Líder do Reich para Educação e Juventude.
- Franz Xaver Schwarz, Tesoureiro do Reich.